# 연희고지 전투
연희고지는 서대문구 연희제1 · 2동에 있는 산으로 연희104고지 · 104고지 · 연희산 · 염산이라고도 한다. 연희고지 전투는 1950년 9월 21일 16시 15분에 미 제5해병연대에 내려온 공격 명령으로 시작되어 이틀 후인 9월 23일에 끝났다. 이 전투의 주요 참가자는 미 해병대와 대한민국 해병대이고, 미국의 제5해병연대장 레이먼드 머레이 중령이 연대장을 맡았다.
첫날 머레이는 한국의 해병 제1대대에게 북쪽에 위치한 105고지를 점령하기 위해 연희능선을 탈취하라는 명령을 내리게 된다. 104고지 양쪽으로 1중대와 2중대가 돌격했고 이들이 개활지에 도달하자마자 적의 기습사격으로 인해 발이 묶였다. 이를 타개하기 위해 포병 및 항공기가 지원되었고 이렇게 해도 상황이 좋아지지 않자 전차부대와 함께 104고지 근처의 철로를 따라 진군하게 된다. 하지만 이마저도 적의 집중포화로 막혔고 결국 이날 전사자 11명과 부상자 45명을 낸다. 이때 적의 병력은 약 40%의 손실을 입었다.
그 다음날인 23일 해병 제 1대대는 화력을 집중시키기 위해 3개 중대를 병진시키며 적의 진영으로 정면 돌파했다. 이 과정에서 적의 거센 반발에 신양수 소위, 김한수 중위 등이 부상을 입었다. 이에 해병대 사령관 신현준 대령은 약 62명의 병력을 1대대에 지원한다. 이러한 일들이 계속 되던 중 중대장의 명령을 받고 개천을 넘어 약진하여 상황을 타개할 수 있는 기회가 왔으나 그동안의 전투를 통해 각 중대 모두 전술적 소대 운영은 사실상 어려웠고 이날은 대대와 각 중대가 모두 전혀 예비대를 운용하지 못했기 때문에 적절한 시기에 온 기회를 잡을 수 없었다. 이틀째의 공격에서도 해병 제 1대대는 전사 32명, 전상 68명, 실종 1명이라는 엄청난 손실을 입었으며 22일과 23일 2일간의 전투에서 거의 모든 분대장들을 잃었다. 최후의 전투가 종료된 이후 아군 전사자는 178명, 인민군 사망자는 1,750명이었고 해병 1대대의 남은 병력은 26명에 불과했다.

## 전투의 의의
연희고지 전투는 해병대가 치열한 백병전 끝에 적을 격퇴하고 이 104고지를 점령함으로써 서울 탈환의 발판을 마련한 전투이다. 이 전투에 승리함으로써 한국 전쟁 최대의 전환점이 된 인천 상륙 작전이 성공할 수 있는 여건이 형성되었다. 이 전투의 전후로는 인천 상륙 작전과 9.28 서울 수복이 있었고 연희고지 전투는 이 두 사건을 이어주는 초석을 마련한 중요한 전투였다. 인천 상륙작전 성공 이후 시흥, 안양, 수원을 차례로 점령하고 북쪽으로 올라가면서 인민군 최후의 보루였던 연희고지에 도달하게 되었는데 이를 점령하는 것이 서울 수복의 최대 관건이었다.

## 전투의 기념
이 전투는 불굴의 해병대 정신을 알려주는 전투로 널리 알려져 있다. 이에 해병대는 매년 9월 서울 수복을 축하하는 행사를 연다.
이를 기리기 위해 해병대 사령부에선 1982년 9월 28일 서울 서대문구 연희동 산100-1에 면적 200평, 기단높이 0.5m, 비높이 7.8m의 전투 전적비를 세웠다. 2013년, 서울시는 104고지 전적비 일대를 '연희104고지 전적지'로 서울미래유산에 지정하였다.